# The Long Hand

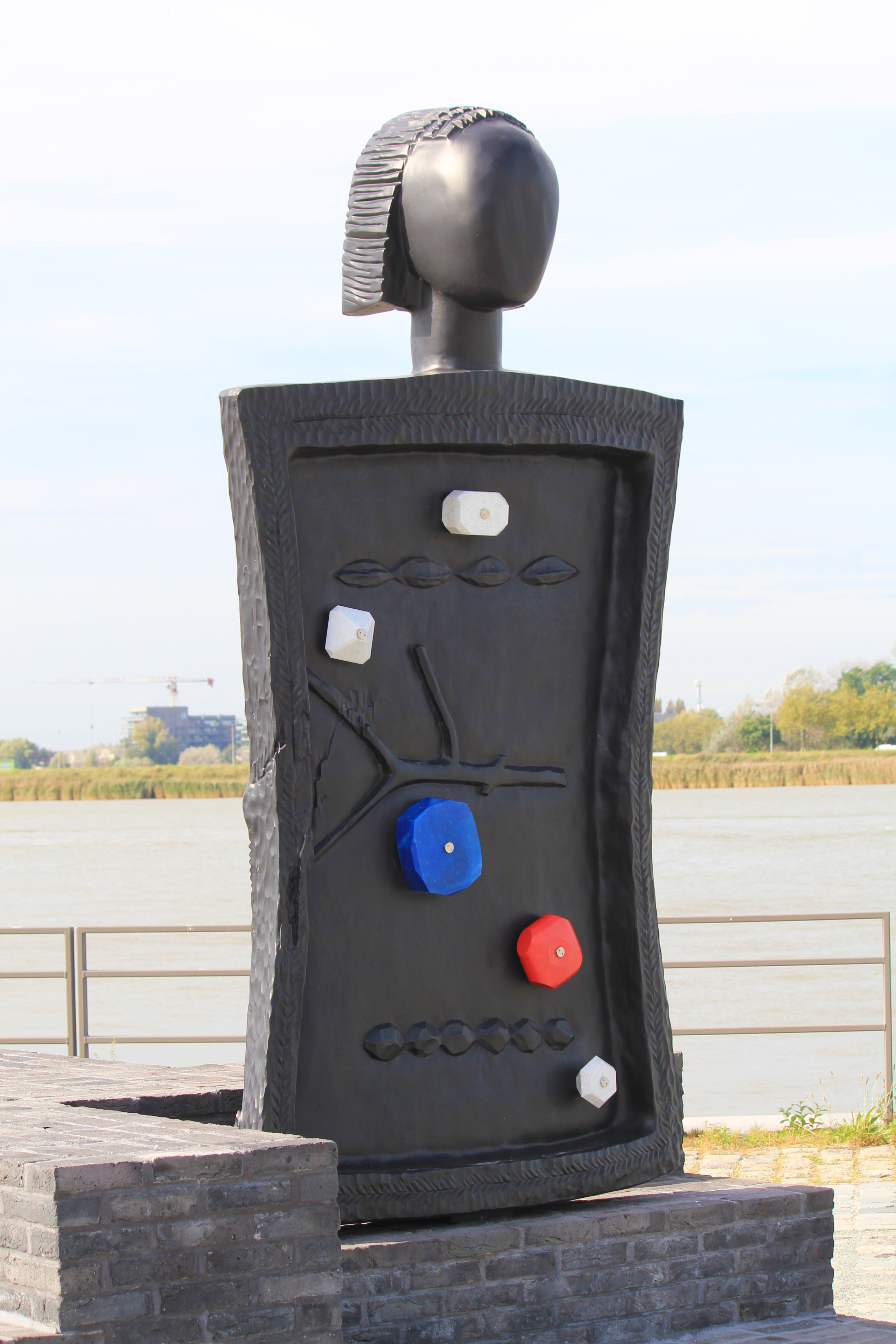
The Long Hand

The Long Hand is een beeld van de Congolese kunstenaar en fotograaf Sammy Baloji. Het beeld staat aan de Scheldekaaien in Antwerpen.

## Het werk
Het beeld werd op 3 juni 2022 onthuld en was het eerste beeld van Baloji dat was gemaakt voor permanente plaatsing in de openbare ruimte. Daarnaast is het ook het eerste beeld in de Antwerpse openbare ruimte dat gemaakt werd door een Congolese kunstenaar.
Het beeld is gemaakt in opdracht van Kunst in de Stad, een initiatief van het Middelheimmuseum. Voor de plaatsing van het werk mocht Baloji zelf een plaats kiezen. Hij koos voor een plek aan de Scheldekaaien, ter hoogte van de Zuidersluis, in Antwerpen. Baloji ziet de Schelde als een verbinding tussen België en Congo.
Het beeld is vervaardig uit brons. Brons is een legering van koper en tin. Koper is tevens een van de belangrijkste exportproducten van Congo.
De plastic diamanten die op het werk geplaatst zijn werden gemaakt uit gerecycled plastic dat afkomstig is van Belgische bedrijven. De plaatsing op het werk beeld de route tussen Antwerpen (België) en Muanda (Congo) af. De bakstenen rond het werk zijn afkomstig uit Maaseik en gemaakt van klei uit de Limburgse mijnen. De stenen rond het beeld geven de kijker een plaats om te zitten en verhalen uit te wisselen.
De titel en de vorm van het werk zijn een verwijzing naar een lukasa. Een lukasa is een houten voorwerp  versierd met kralen dat afkomstig is uit de Luba-cultuur uit Zuid-Congo dat gebruikt wordt om geschiedenis en kennis over te dragen. Daarnaast verwijst de titel naar een citaat van de voormalig burgemeester van Antwerpen Lode Craeybeckx: "Een Antwerpse burger hoeft alleen maar zijn hand in de Schelde te steken om zich met de wereld te verbinden."
Naar aanleiding van de plaatsing van het werk schreef de hoogleraar Afrikaanse talen- en letterkunde aan de Universiteit Gent Jean Kabuta een kasàlà, een ritueel gedicht, over het werk.

## Galerij

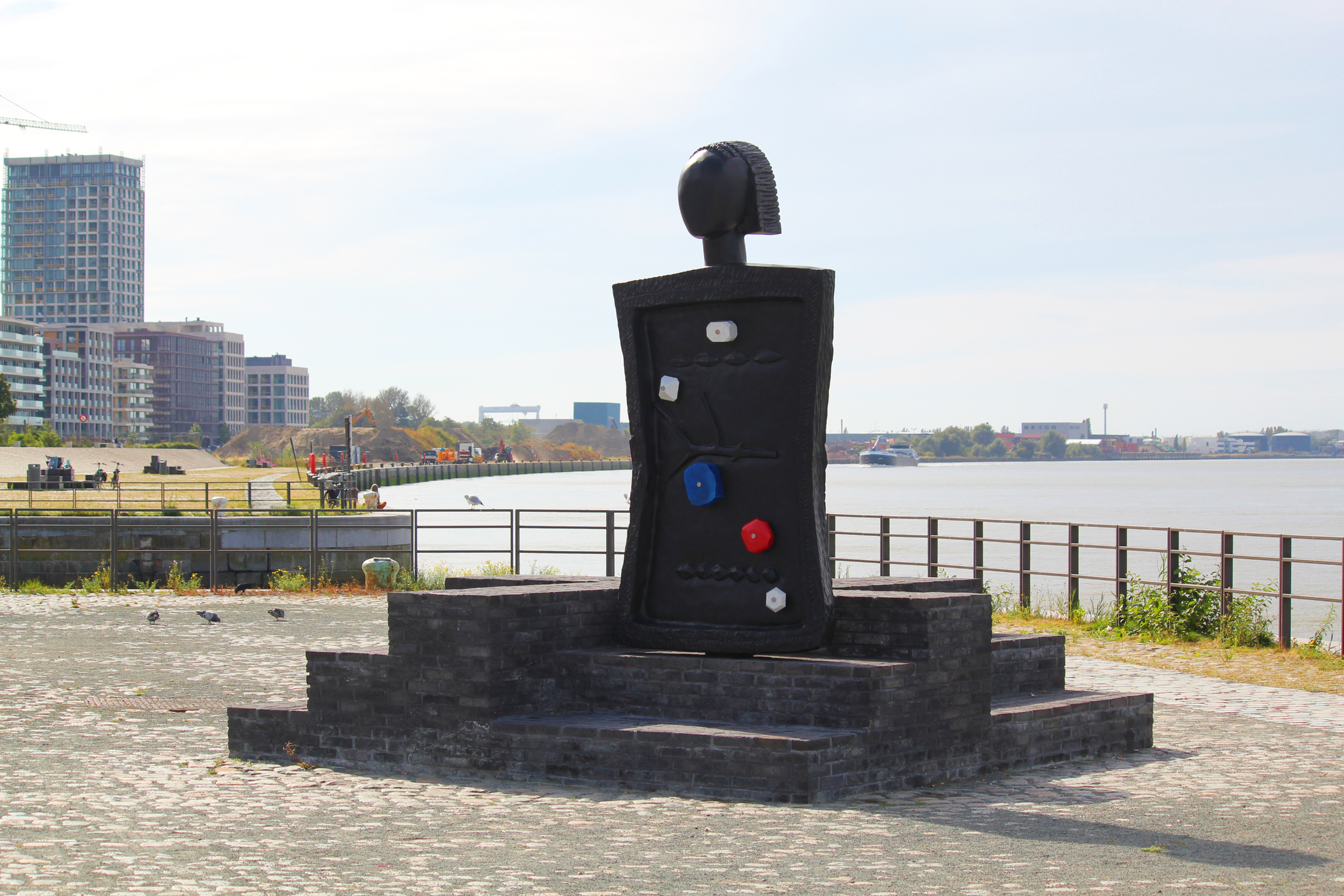
Voorzijde van het beeld
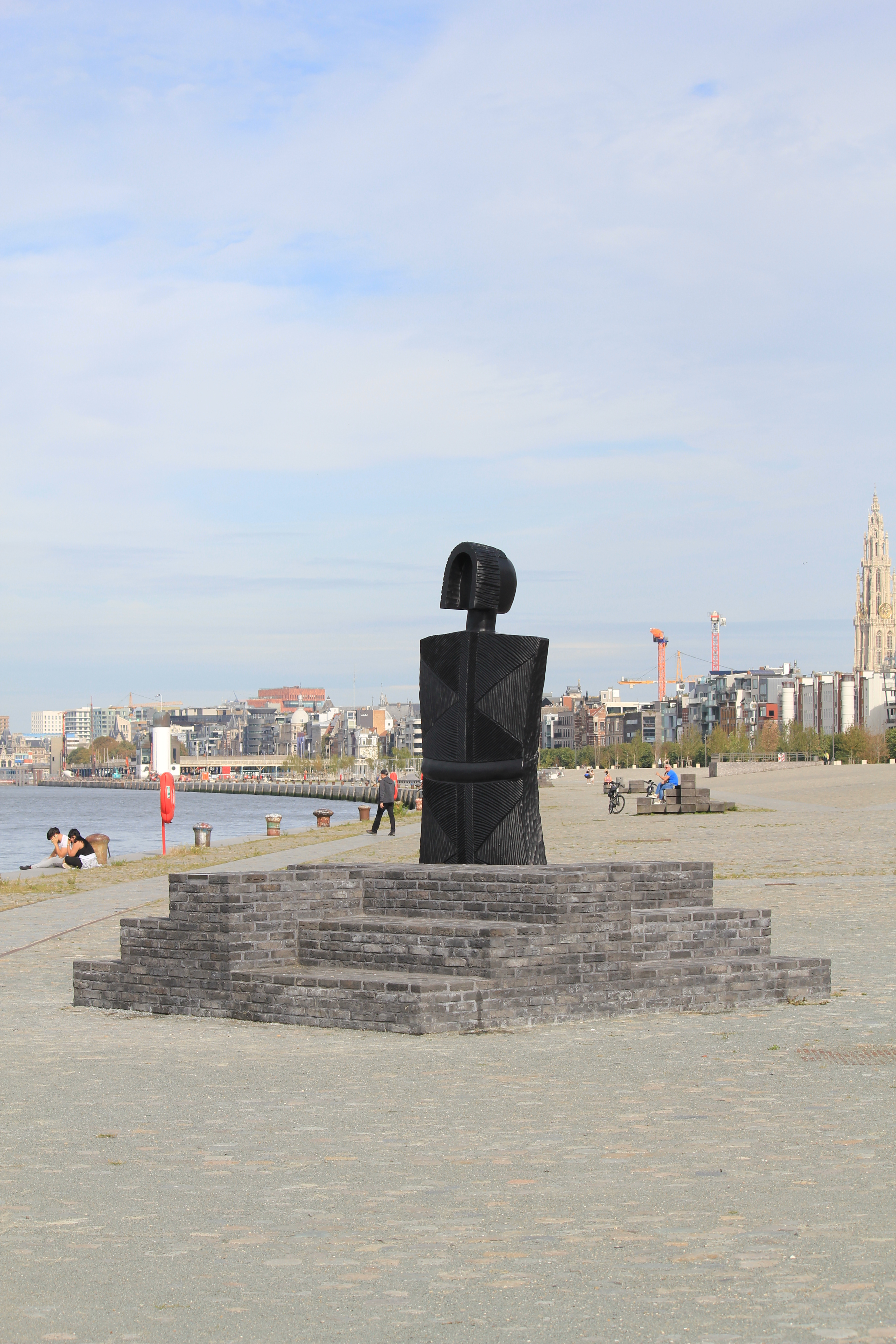
Achterzijde van het beeld
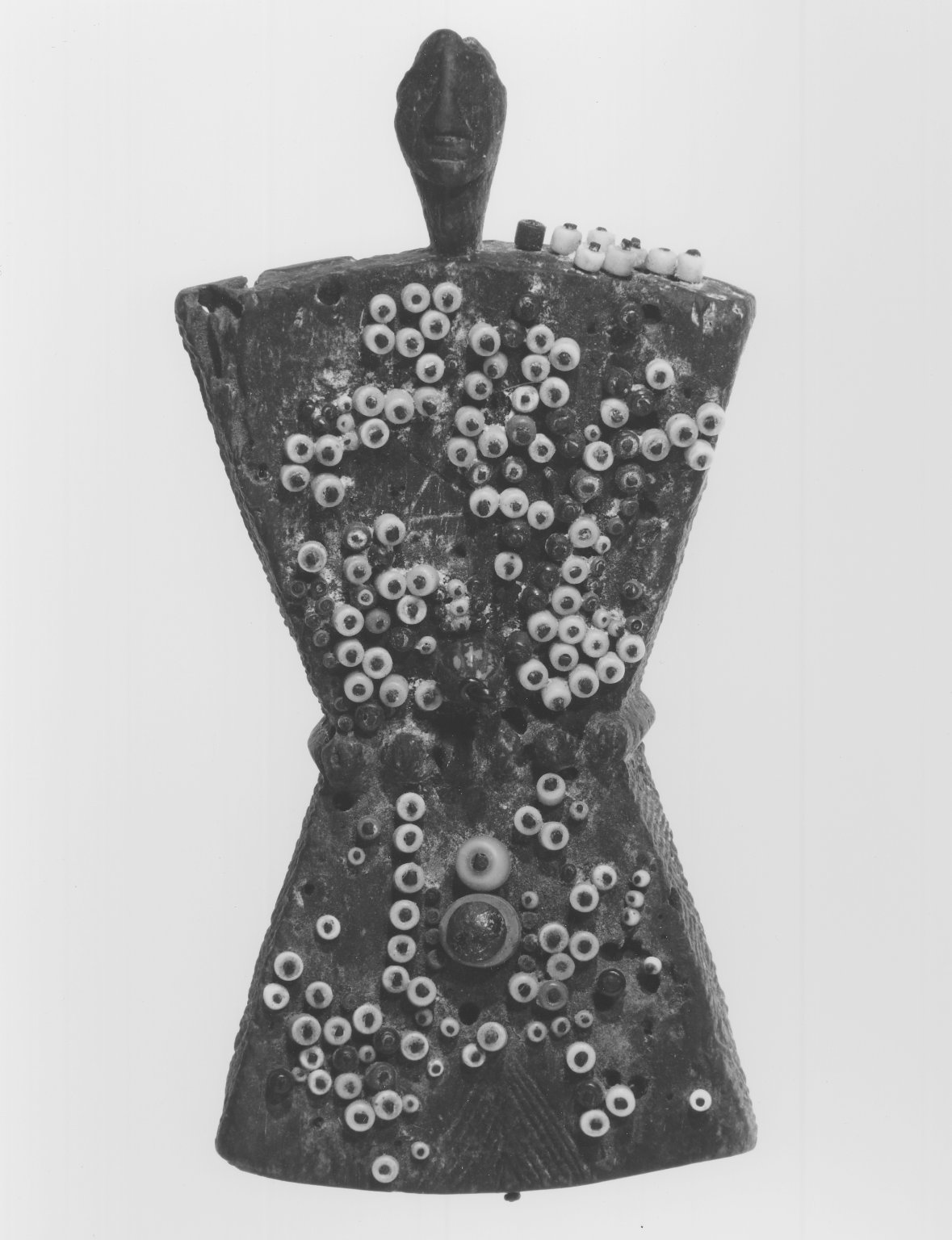
Een traditionele lukasa (Collectie Brooklyn Museum)